# Esthlodora variabilis
Esthlodora variabilis är en fjärilsart som beskrevs av Swinhoe. Esthlodora variabilis ingår i släktet Esthlodora och familjen nattflyn. Inga underarter finns listade i Catalogue of Life.